# سانتومبونو ترمه
سانتومبونو ترمه (به ایتالیایی: Sant'Omobono Terme) یک کومونه در ایتالیا است که در استان برگامو واقع شده‌است. سانتومبونو ترمه ۱۰٫۸ کیلومتر مربع مساحت و ۳٬۹۷۸ نفر جمعیت دارد و ۴۲۷ متر بالاتر از سطح دریا واقع شده‌است.